# Luis Antonio Belluga y Moncada
Pour les articles homonymes, voir Moncada.
Luis Antonio Belluga y Moncada (né le 30 novembre 1662 à Motril, en Espagne et mort le 22 février 1743 à Rome) est un cardinal espagnol du XVIIIe siècle. Il est membre de la congrégation des oratoriens.

## Biographie
Luis Antonio Belluga y Moncada est élu évêque de Cartagène en 1705. Pendant la guerre de succession espagnole il est supporteur de Philippe d'Anjou. Comme le pape Clément XI reconnaît l'archiduc Charles d'Autriche comme roi dans les territoires occupés, le roi Philippe V d'Espagne rompt les relations avec Rome. Belluga défend les droits de l'église, mais reste supporteur loyal du roi et décline les archidiocèses de Cordoue et Saragosse.
Le pape Clément XI le crée cardinal lors du consistoire du 29 novembre 1719. Belluga participe au conclave de 1721, lors duquel Innocent XIII est élu. La bulle pontificale Apostolici ministerii de 1723, sur les réformes du concile de Trente en Espagne, est connu comme la bellugana, à cause de la contribution importante de Belluga. Il participe au conclave de 1724 (élection de Benoît XIII). Belluga quitte son diocèse en 1724 et va résider à Rome. Il est camerlingue du Sacré Collège en 1728-1729. Il participe aussi au conclave de 1730 (élection de Clement XII) et à celui de 1740 (élection de Benoît XIV).

## Source
- Fiche du cardinal sur le site fiu.edu